# Jaime de Palafox y Cardona
Jaime de Palafox y Cardona (anche menzionato in italiano come Giacomo di Palafox; Ariza, 13 dicembre 1642 – Siviglia, 2 dicembre 1701) è stato un arcivescovo cattolico spagnolo.

## Biografia
Nacque ad Ariza in Spagna il 13 dicembre 1642 da una nobile famiglia. Il padre, Juan Francisco Doris de Palafox Rebolledo y Blanes, III marchese di Ariza, era fratellastro di Juan de Palafox y Mendoza. La madre, María Felipa de Cardona, era figlia di Felipe Folch de Cardona y Palafox, marchese di Guadalest.
Studiò teologia a Salamanca e diritto canonico a Saragozza; divenne poi rettore di entrambe le università rispettivamente nel 1662 e nel 1669.
L'8 novembre 1677 papa Innocenzo XI lo nominò arcivescovo metropolita di Palermo; sei giorni dopo ricevette l'ordinazione episcopale dal cardinale Carlo Pio di Savoia, co-consacranti l'arcivescovo Stefano Brancaccio, vescovo di Viterbo e Tuscania, e Benedetto Cappelletti, già arcivescovo di Manfredonia. Prese possesso canonico dell'arcidiocesi per procura il 15 febbraio 1685.
Nel 1677 celebrò il sinodo diocesano.
Il 13 novembre 1684 lo stesso Papa lo trasferì all'arcidiocesi di Siviglia dove rimase fino alla morte avvenuta il 2 dicembre 1701.
È sepolto nella cattedrale di Siviglia.

## Genealogia episcopale e successione apostolica
La genealogia episcopale è:
- Cardinale Guillaume d'Estouteville, O.S.B.Clun.
- Papa Sisto IV
- Papa Giulio II
- Cardinale Raffaele Riario
- Papa Leone X
- Papa Paolo III
- Cardinale Francesco Pisani
- Cardinale Alfonso Gesualdo
- Papa Clemente VIII
- Cardinale Pietro Aldobrandini
- Cardinale Laudivio Zacchia
- Cardinale Antonio Barberini, O.F.M.Cap.
- Cardinale Marcantonio Franciotti
- Cardinale Giambattista Spada
- Cardinale Carlo Pio di Savoia
- Arcivescovo Jaime de Palafox y Cardona

La successione apostolica è:
- Cardinale Luis Manuel Fernández de Portocarrero-Bocanegra y Moscoso-Osorio (1678)
- Vescovo Vidal Marín (1694)